# Новопетровка (Шаранский район)
Новопетровка (баш. Яңы Петровка) — деревня в Шаранском районе Республики Башкортостан Российской Федерации. Входит в состав Мичуринского сельсовета.

## География

### Географическое положение
Деревня расположена на северо-востоке района, у границы с Чекмагушевским районом. Расстояние до:
- районного центра (Шаран): 35 км,
- центра сельсовета (Мичуринск): 17 км,
- ближайшей ж/д станции (Туймазы): 77 км.

## История
Деревня основана в 1882 году переселенцами из Цивильского уезда Казанской губернии на месте леса. В 1889 году образовано Ново-Петровское сельское общество.
В 1896 году в деревне Ново-Петровское товарищество (Тапканчи-Баш) Кичкиняшевской волости V стана Белебеевского уезда Уфимской губернии — 27 дворов и 152 жителя (73 мужчины, 79 женщин). По описанию, данному в «Оценочно-статистических материалах», посёлок Новая Петровка был расположен по возвышенности с двойным пологим склоном к речке Топканчи, протекающей по середине надела; поля располагались по равнине с пологим склоном, до 1,5 версты от селения. В последнее время усадьба увеличилась за счёт лугов, а пашня — за счёт леса. Почва — чернозём, местами с примесью песка; около 30 десятин суглинка. Лес располагался на юго-востоке надела и в его середине, на ровном месте, перерезанном оврагами.
В 1906 году в деревне Ново-Петровка было 26 дворов и 206 жителей (99 мужчин, 107 женщин).
По данным подворной переписи, проведённой в уезде в 1912—13 годах, деревня Ново-Петровка (Покровка-Новая, Тапканги-Баш) входила в состав Ново-Петровского сельского общества Кичкиняшевской волости. В деревне имелось 30 наличных хозяйств переселенцев-собственников из чувашей, где проживало 203 человека (107 мужчин, 96 женщин). Надельной земли не было, 351 десятина земли была куплена, 5,37 десятин — арендовано. Общая посевная площадь составляла 167,65 десятины, из неё 80,25 десятин занимала рожь, 59,35 — овёс, 10,22 — горох, 6,25 — полба, 5,12 — греча, также сеяли пшеницу, просо и картофель. Из скота имелась 54 лошади, 76 голов КРС, 266 овец, 30 коз и 37 свиней. 3 хозяйства имели 7 ульев пчёл.
В 1920 году по официальным данным в деревне той же волости 34 двора и 159 жителей (72 мужчины, 87 женщин), по данным подворного подсчета — 229 чувашей в 39 хозяйствах. К 1925 году число хозяйств выросло до 47.
В 1926 году деревня относилась к Шаранской укрупнённой волости Белебеевского кантона Башкирской АССР.
В 1930-е годы крестьяне деревни вступили в колхоз «Самолёт». Была построена водяная мельница, большой конный двор. Было две пасеки, открылась начальная школа, сельский клуб.
В 1939 году в деревне Ново-Петровка Триключёвского сельсовета Шаранского района — 280 жителей (121 мужчина, 159 женщин). По данным на 1952 год Ново-Петровка считалась уже селом.
В 1959 году в селе Триключанского сельсовета Шаранского района — 240 жителей (87 мужчин, 153 женщины). После этого Триключанский сельсовет был переименован в Юновский.
В 1963 году сельсовет был включён в состав Туймазинского сельского района, с 1965 года — в составе Бакалинского, с 1967 года — вновь в Шаранском районе. В 1970 году в деревне Новопетровка Юношеского сельсовета 239 жителей (92 мужчины, 147 женщин).
В 1979 году в деревне 174 человека (79 мужчин, 95 женщин). В 1989 году — 75 жителей (34 мужчины, 41 женщина).
В 1990 году Юношеский сельсовет вошёл в состав Мичуринского.
В 2002 году здесь жило 43 человека (25 мужчин, 18 женщин), чуваши (91 %).
В 2010 году в деревне проживало 40 человек (23 мужчины, 17 женщин).

## Население
| 2002 | 2009 | 2010 |
| ---- | ---- | ---- |
| 43   | ↗51  | ↘40  |

## Инфраструктура
Деревня газифицирована, неподалёку есть кладбище. Никаких производственных и социальных объектов нет.